# Референдум о независности Босне и Херцеговине
Референдум о независности Републике Босне и Херцеговине од СФРЈ одржан је 29. фебруара и 1. марта 1992. године.
Када су Словенија и Хрватска прогласиле независност од СФРЈ 1991. године, представници Муслимана и Хрвата су у скупштини СР БиХ 15. октобра 1991. године, на властити предлог и прегласавањем српских посланика донијели „Акт о реафирмацији суверености Републике Босне и Херцеговине“. Тим чином су представници Муслимана и Хрвата одлучили да се повуку представници СР БиХ из рада савезних органа Југославије док се не постигне договор између свих република које сачињавају СФРЈ. На то су пристали представници СДА и ХДЗ, док су представници СДС одбили да дјелују по донесеном акту. Као одговор на ову одлуку која је била противна интересима Срба, Српска демократска странка је одговорила оснивањем Српских аутономних области, а 9. и 10. новембра 1991. и референдум о оснивању самосталне Српске Републике као саставног дијела Југославије. Политички представници Муслимана су овај референдум прогласили неважећим. На дан 9. јануара Српска скупштина је прогласила Српску Републику Босну и Херцеговину која је саставни дио Југославије.
Дана 25. јануара 1992. представници Муслимана и Хрвата су донијели одлуку о одржавању референдума о независности СР БиХ. Ову одлуку су донијели пошто је већина српских чланова скупштине протестно напустила сједницу. Српски представници су позвали припаднике српског народа да бојкотују референдум.
По скупштинској одлуци, референдумско питање је гласило: "Јесте ли за суверену и независну Босну и Херцеговину, државу равноправних грађана, народа БиХ - Муслимана, Срба, Хрвата и припадника других народа који у њој живе?". Муслиманске и хрватске странке позвале су становништво на излазак, док су српске стране позвале на бојкот референдума. Референдум је одржан 29. фебруара и 1. марта 1992. На референдуму је гласало 63,6% становника, од којих се 99,7% изјаснила за независност.
Велика већина Срба је бојкотовала референдум, те је излазност била 63,7% грађана СР БиХ, од чега је 92,7% гласало за независност. Тадашњи законски услов за афирмацију резултата референдума је био да на референдум изађе више од двије трећине грађана (више од 66%), те да исти број афирмативно гласа. Овај услов није испуњен. Политички представници Срба су овај референдум прогласили неважећим. Скупштина није никад прогласила независност.

## Нереди
На дан 1. марта 1992, други дан референдума, припадник Зелених беретки Рамиз Делалић је пуцао на српску свадбену поворку на Башчаршији и притом убио младожењиног оца Николу Гардовића. Као одговор на ово убиство, наоружани Срби су исте вечери подигли барикаде по Сарајеву, а у раздобљу од 1. до 5. марта подигли су барикаде поред Сарајева и у још неким градовима (Брод, Шамац, Дервента, Оџак). Муслимани су контролисали центар Сарајева, док су Срби контролисали остатак града, као и узвишења око њега. Након апела јавности, Радован Караџић и Алија Изетбеговић су 3. марта одржали састанак у штабу ЈНА у центру Сарајева уз посредовање генерала ЈНА Милутина Кукањца. Након оштре расправе, Караџић и Изетбеговић су се сагласили да ред у граду одржавају мјешовите патроле ЈНА и полиције. Међутим, током марта уследила су пушкарања и барикаде по појединим градовима и том приликом настрадало је више десетина особа. Започео је рат у Босни и Херцеговини, који је као коначан исход, након Дејтонског споразума, имао укидање Републике Босне и Херцеговине и стварање дејтонске Босне и Херцеговине, са два равноправна ентитета - Републиком Српском и Федерацијом Босне и Херцеговине.
Први март се сматра почетком рата у БиХ.